# József Nagy (polityk)
József Nagy (ur. 11 marca 1968 w Dunajskiej Stredzie) – słowacki ekonomista i polityk narodowości węgierskiej, poseł do Rady Narodowej, w latach 2010–2012 minister środowiska, deputowany do Parlamentu Europejskiego VIII kadencji.

## Życiorys
Ukończył studia w Wyższej Szkole Ekonomicznej w Bratysławie. Zajmował się działalnością publicystyczną, pracował na kierowniczych stanowiskach w różnych przedsiębiorstwach. W 2010 został wybrany do słowackiego parlamentu z ramienia nowej partii Most-Híd. W listopadzie 2010 objął urząd ministra środowiska w koalicyjnym rządzie Ivety Radičovej. Funkcję tę pełnił do kwietnia 2012. W tym samym roku uzyskał poselską reelekcję. W wyborach regionalnych w 2013 został wybrany do sejmiku kraju trnawskiego z najlepszym wynikiem indywidualnym na Słowacji. W 2014 z powodzeniem wystartował w wyborach europejskich, uzyskując mandat europosła VIII kadencji.

## Życie prywatne
Jego żoną jest pisarka Petra Nagyová-Džerengová, ma czwórkę dzieci.